# Fauchage (sport de combat)
Pour les articles homonymes, voir Fauchage.
Le fauchage est une technique de projection consistant à supprimer l’appui au sol à l’aide, soit d’un geste de projection (dit de faucheur) soit d’un coup de pied de frappe. Généralement un fauchage se réalise au niveau de la cuisse adverse, mais il peut être réalisé plus bas sur la jambe ou plus haut sur la hanche. Ce geste est à se différencier d’un balayage qui lui se réalise plus bas (sur le pied ou le bas du mollet).

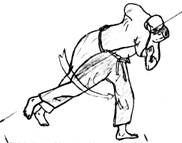
Technique de fauchage de hanche ici en lutte sportive
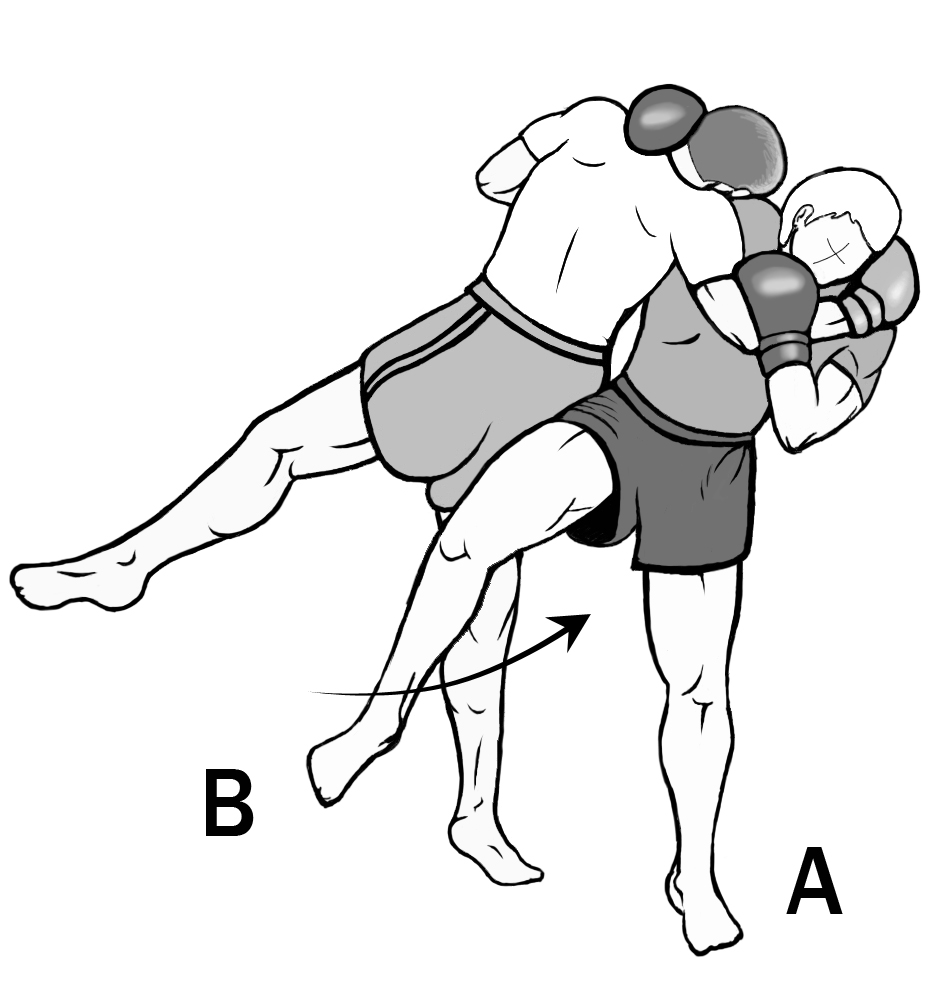
Technique de fauchage arrière de la cuisse au corps à corps ici en boxe pieds-poings